# Лаша Бугадзе
Лаша Бугадзе (нар. 16 листопада 1977, м. Тбілісі, Грузія) — грузинський прозаїк і драматург. Серед п’єс — «Шокована Тетяна», яка висміює героїзм війни, «Солдат, Любов, Охоронець і… Президент».

## Життєпис
Народився 16 листопада 1977 року в місті Тбілісі. Закінчив художній коледж імені І. Ніколадзе та Грузинський державний університет театру і кіно імені Шота Руставелі, факультет драми та Тбіліський державний університет імені Івана Джавахішвілі, факультет мистецтв.

## Мистецтво
Бугадзе — автор численних романів і п’єс, які звучали багатьма містами Європи. Твори перекладено французькою та англійською мовами. Бугадзе зосереджує свою критичну та іронічну увагу на стосунках між поколіннями та описує ситуації, в яких люди стають жертвами своїх упереджень, жорстких ідей чи стереотипів. У 2002 році його сатирична новела «Перший росіянин» (პირველი რუსი), зосереджена на розчарованій шлюбній ночі середньовічної грузинської цариці Тамари та її чоловіка-руса Георгія, обурила багатьох консерваторів, включно з консерваторами, які викликали дискусії у ЗМІ та спровокували розпал, Парламент Грузії та Патріархат Грузинської Православної Церкви.
У 2007 році став переможцем у категорії «Росія та Кавказький регіон» Міжнародного конкурсу радіодраматургів BBC і одного з двох головних призів у 2011 році за п’єсу «Навігатор». Бугадзе — письменник і ведучий літературних передач, які транслюються на радіо і телебаченні грузинським громадським мовником. Займається карикатурою. Живе і працює в Тбілісі.
Твори перекладаються та публікуються грузинською, українською, російською, вірменською, французькою, німецькою, англійською та польською мовами. Персональні виставки карикатур і графічних робіт проходили в Базелі (Швейцарія, 1995) та Тбілісі («Галерея Байя», 1996).
Веде теле- та радіопередачі на різних каналах. Має власну рубрику «Коментарі про Місяць» у газеті «24 години» та щотижневі літературно-громадські колонки в журналах «Табула» та «Ліберал».